# Venen de dintre de...
Venen de dintre de... (títol original en anglès: Shivers o  The Parasite Murders) és una pel·lícula canadenca de David Cronenberg estrenada el 1975. Ha estat doblada al català.

## Argument
Emil Hobbes (Fred Doederlin) fa experiments no gaire ortodoxos amb paràsits per utilitzar en trasplantaments; tanmateix, creu que la humanitat ha esdevingut massa racional i ha perdut el contacte amb la carn i els seus instints, així que els efectes de l'organisme que desenvolupa actualment és una combinació afrodisíaca i de malaltia venerea. Una vegada implantat, causa un desig sexual incontrolable en el pacient. Hobbes Implanta els paràsits en la seva amant, qui promíscuament els estén pertot arreu del modern edifici d'apartaments, a Montreal, on viuen. El metge Roger St. Luc (Paul Hampton), i la seva ajudant, la infermera Forsythe (Lynn Lowry) intenten parar la infecció abans que afecti la població de la ciutat.

## Repartiment
- Paul Hampton: Roger St. Luc
- Joe Silver: Rollo Linsky
- Lynn Lowry: Forstyle
- Allan Migicovski: Nicholas Tudor
- Susan Petrie: Janine Tudor
- Barbara Steele: Betts
- Ronald Mlozdik: Merrick
- Fred Doederlein: Emil Hobbes

## Producció
Tercer dels llargmetratges dirigits per Cronenberg Shivers va ser la primera pel·lícula del director a comptar amb un equip de tècnics professionals. Amb un pressupost aproximat de 200.000 dòlars, per al qual va comptar amb el finançament públic del govern del Canadà, el rodatge es va realitzar en dues setmanes. Durant aquest període l'equip s'allotjava i dormia en les mateixes localitzacions mostrades en la pel·lícula. La producció va estar a càrrec de Ivan Reitman en la primera de les seves col·laboracions mútues.

## Guardons
Va rebre la Medalla Sitges d'Or al millor director al VIII Festival Internacional de Cinema Fantàstic i de Terror de Sitges.